# UCR FC
UCR FC ist ein Fußballverein aus San Pedro, Montes de Oca, Provinz San José, Costa Rica, welcher in der höchsten costa-ricanischen Spielklasse, der Liga de Fútbol de Primera División spielt.

## Geschichte
1941 verordnete der damalige costa-ricanische Präsident, Rafael Ángel Calderón Guardia, einen Klub zu gründen, welcher die Universidad de Costa Rica, kurz UCR, vertreten sollte. Calderón setzte beim Fußballverband FEDEFUTBOL durch, das der anfangs noch unter dem Namen Universidad Nacional spielende Klub sofort am Spielbetrieb der Primera División de Costa Rica teilnehmen konnte, ohne vorher in der zweiten Liga angetreten zu sein.
1943, im zweiten Jahr nach der Vereinsgründung schaffte es die UCR als krasser Außenseiter die Meisterschaft zu gewinnen, was den bis heute einzigen Erfolg darstellt.
1956 stieg die UCR in die Liga de Ascenso-Segunda División ab, 1973 gelang der Wiederaufstieg in die höchste Spielklasse, wo der Klub aber nur drei Jahre bis 1976 verweilte und wieder in die zweite Liga abstieg.
Seit 1994 ist der Fußballklub CF Universidad de Costa Rica offiziell eine Abteilung der Asociación Deportiva Universitaria. 2003 unterschrieben die Universidad de Costa Rica und der CF Universidad de Costa Rica einen Kooperationsvertrag, worin festgelegt ist, das der Klub die Universität offiziell repräsentiert. Des Weiteren ist in diesem Vertrag festgelegt, das der CF UCR Erstnutzer des Estadio Ecológico ist und der Fußballklub die verschiedenen Einrichtungen der Uni nutzen darf.
Nach 31 Jahren in der Zweitklassigkeit gelang 2007 der Wiederaufstieg in die Primera División de Costa Rica, wo der Klub bis 2011 verweilte und vor allem gegen den Abstieg in die Zweitklassigkeit kämpfte.
In der Saison 2010/11 belegte die UCR schließlich mit 23 Punkten den letzten Platz der Gesamttabelle und stieg somit nach 4 Jahren in der Erstklassigkeit zurück in die Liga de Ascenso-Segunda División ab.
Dieses Mal brauchte die "Universitarios" nur zwei Spielzeiten, um in die Primera División zurückzukehren. Die UCR gewann das Meisterschaftsfinale der 2. Liga gegen AS Puma Generaleña.
Das Franchise des Klubs wird seit Mitte 2017 von einem kolumbianischen Unternehmen verwaltet, welches nun die Mehrheit der Stimmanteile besitzt, jedoch repräsentiert der Verein noch immer die Universität. Der Klubname wurde leicht in UCR FC verändert.

## Sonstiges
Der UCR FC ist der einzige Fußballclub Costa Ricas, der aufgrund einer präsidentiellen Verordnung gegründet wurde und welcher eine staatliche Universität repräsentiert.

## Erfolge
- Meister (Liga de Fútbol de Primera División) (1×): 1943
- Pokalsieger (Torneo de Copa de Costa Rica) (1×): Copa Phillips 1955

## Stadion
Das ursprüngliche Heimstadion des UCR FC ist das sich im Besitz der Universidad de Costa Rica befindende Estadio Ecológico aus. Das Stadion befindet sich auf dem Sportcampus de UCR. Da auf dem Campus aufgrund der Autonomie der Universität keine regulären Polizeieinsätze stattfinden können, wurden Risikospiele meist im nicht weit entfernten Estadio José Joaquín "Coyella" Fonseca ausgetragen, später seit dem Wiederaufstieg in die oberste Spielklasse so gut wie alle Heimspiele.
Seit der Saison Invierno 2017 trägt die UCR ihre Heimspiele im 5.500 Zuschauer fassenden städtischen Stadions von Desamparados, dem Estadio Jorge Hernán "Cuty" Monge aus.